# باتری یون‌لیتیم

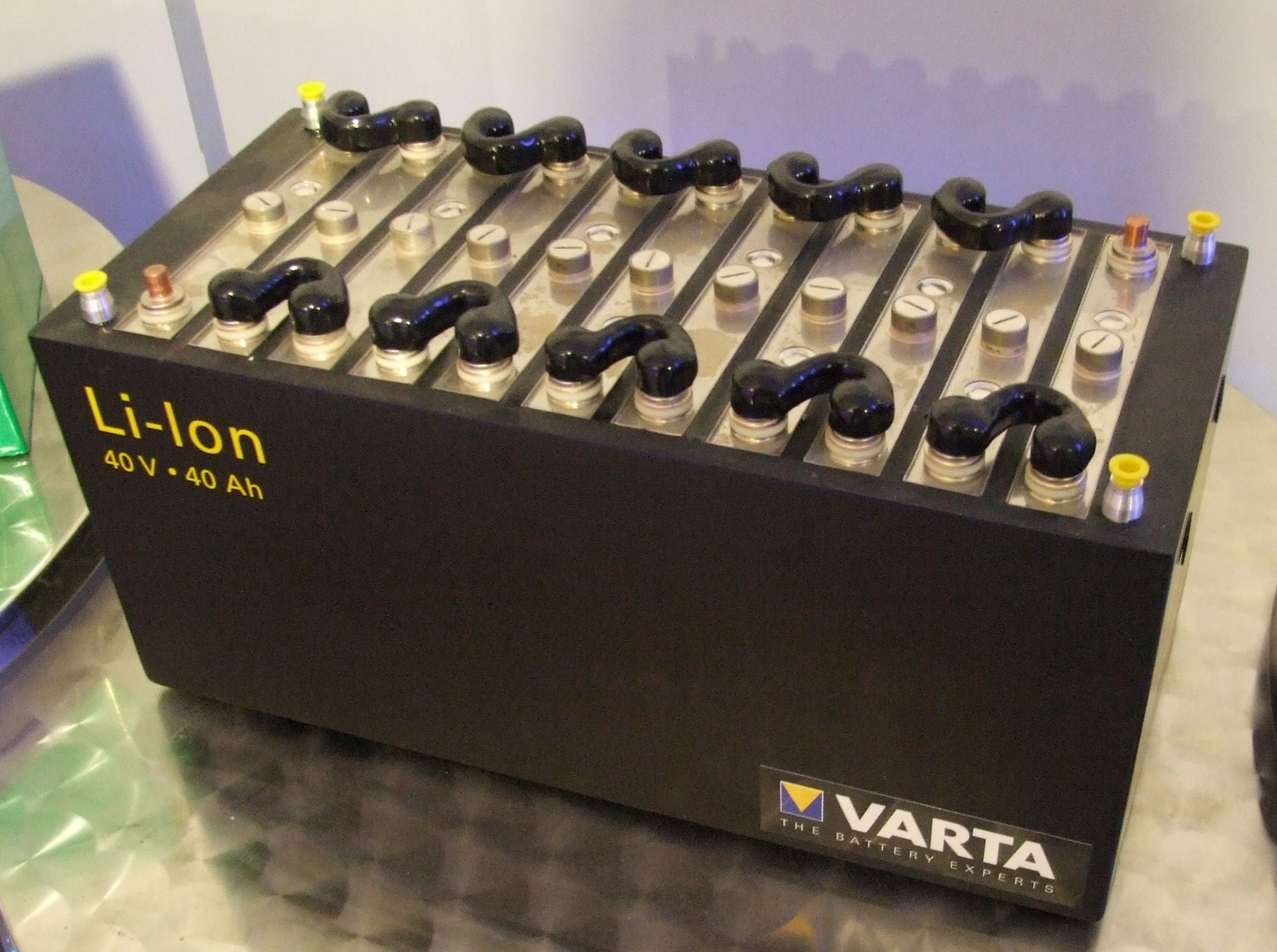
یک باتری لیتیم-یونی در موزه اتوویژن در آلمان

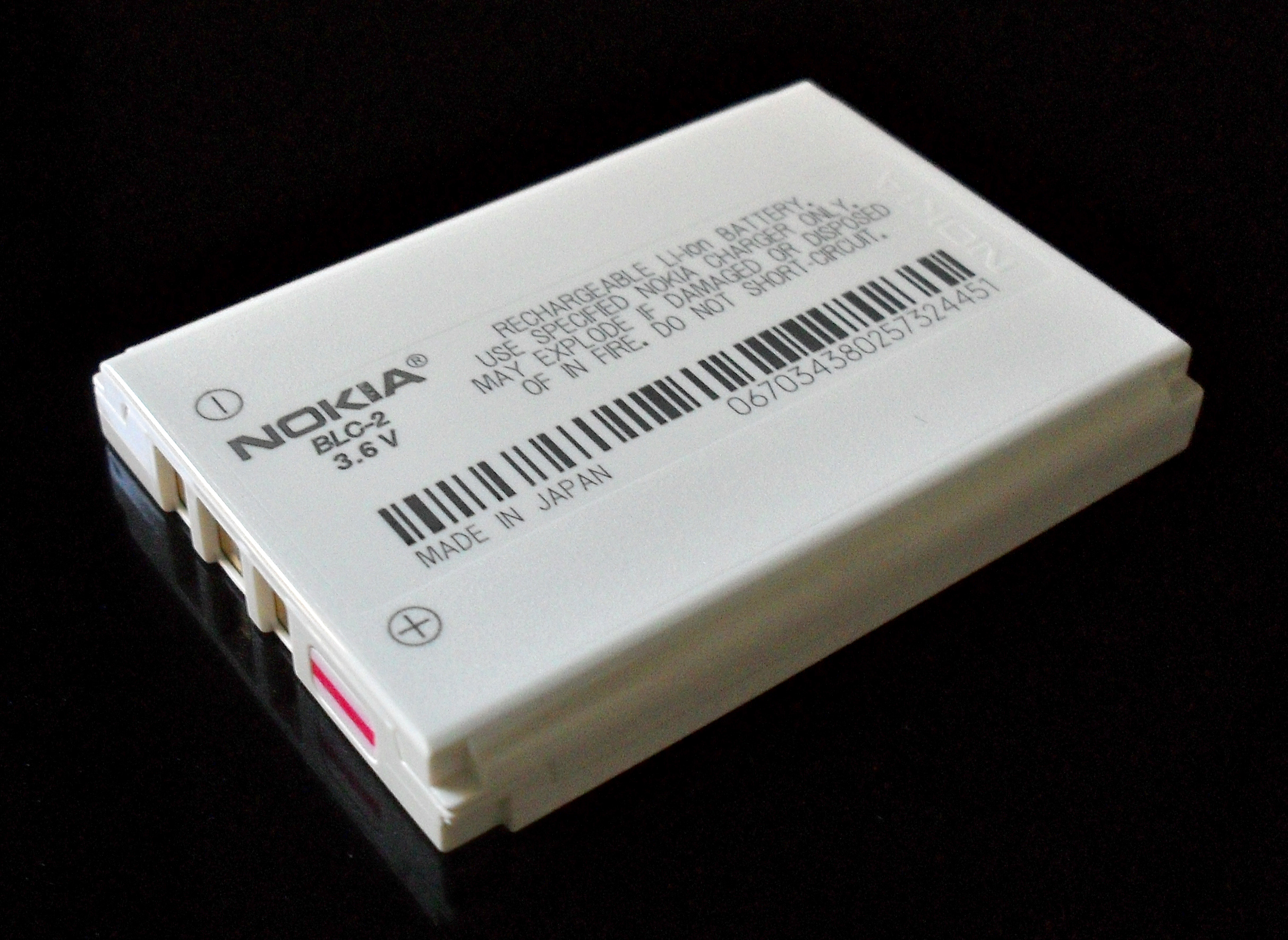
باتری لیتیوم-یون برای استفاده در تلفن همراه

باتری لیتیوم-یون (به انگلیسی: Lithium-ion battery) (مخفف انگلیسی: Li-ion یا LIB) یک خانواده از باتری‌های قابل شارژ است که در آن در زمان تخلیه، یونهای لیتیوم از الکترود منفی به سمت الکترود مثبت و در هنگام شارژ شدن درخلاف جهت حرکت می‌کنند. باتری‌های لیتیوم-یون معمولاً برای وسایل الکترونیکی قابل‌حمل و وسایل نقلیه الکتریکی استفاده می شوندو استفاده از آنها در کاربردهای هوافضا و نظامی در حال افزایش است.
باتری‌های لیتیوم-یون بالاترین چگالی انرژی را فراهم می‌سازند که تقریباً دو برابر انرژی قابل دسترسی از باتری‌های نیکل-کادمیم است. باتری‌های لیتیم-یون معمولاً برای تأمین نیروی لازم در دستگاه‌های الکترونیکی قابل حمل مورد استفاده قرار می‌گیرند.
در مقایسه با نسل‌های قدیمی‌تر باتری‌ها یعنی باتری نیکل–کادمیم و باتری نیکل– هیدرید فلز، باتری‌های لیتیم-یون حدود ۳ تا ۵ برابر وزن و حجم کمتری دارند. باتری لیتیم-یون انرژی زیادی تولید می‌کند اما در مقابله با باتری‌های نیکل-هیدرید ایمنی آنها پایین است. برای نمونه این نوع باتری‌ها زود آتش می‌گیرند. اما نسل جدید باتری لیتیم-یون با حل «مشکل کاتدی» هر نیاز را برآورده می‌کنند.
اصول شیمی، عملکرد، هزینه و ایمنی باتری‌های یون لیتیم مختلف با هم تفاوت دارد. وسایل الکترونیکی دستی بیشتر از باتری‌های لیتیوم پلیمر (با ژل پلیمری به عنوان الکترولیت) استفاده می‌کنند، که در آنها اکسید کبالت لیتیوم (LiCoO
2) به عنوان کاتد و گرافیت به عنوان آند عمل کرده، و در مجموع چگالی انرژی بالایی را ارائه می‌دهند. باتری‌های فسفات آهن لیتیوم (LiFePO
4)، اکسید منگنز لیتیوم (اسپینل LiMn
2O
4، یا مواد لایه‌ای لیتیمی پایه Li
2MnO
3) و اکسید کبالت منگنز نیکل لیتیوم (LiNiMnCoO
2) ممکن است عمر طولانی‌تری ارائه دهند و ممکن است ظرفیت باردهی بالاتری داشته باشد. از چنین باتری‌هایی به‌طور گسترده‌ای برای ابزارهای الکتریکی، تجهیزات پزشکی و سایر کاربردها استفاده می‌شود.
زمینه‌های تحقیقاتی برای باتری‌های یون-لیتیوم شامل افزایش طول عمر، افزایش تراکم انرژی، بهبود ایمنی، کاهش هزینه و افزایش سرعت شارژ و دیگر موارد است. تحقیقات در زمینه الکترولیت‌های غیرقابل اشتعال به عنوان راهی برای افزایش ایمنی به دلیل اشتعال‌پذیری و فرار بودن حلال‌های آلی مورد استفاده در الکترولیت‌های متداول در حال انجام است. این استراتژی‌ها شامل باتری‌های لیتیوم یونی آبی، الکترولیت‌های سرامیکی جامد، الکترولیت‌های پلیمری، مایعات یونی و سیستم‌های بسیار فلوئوریزه هستند.

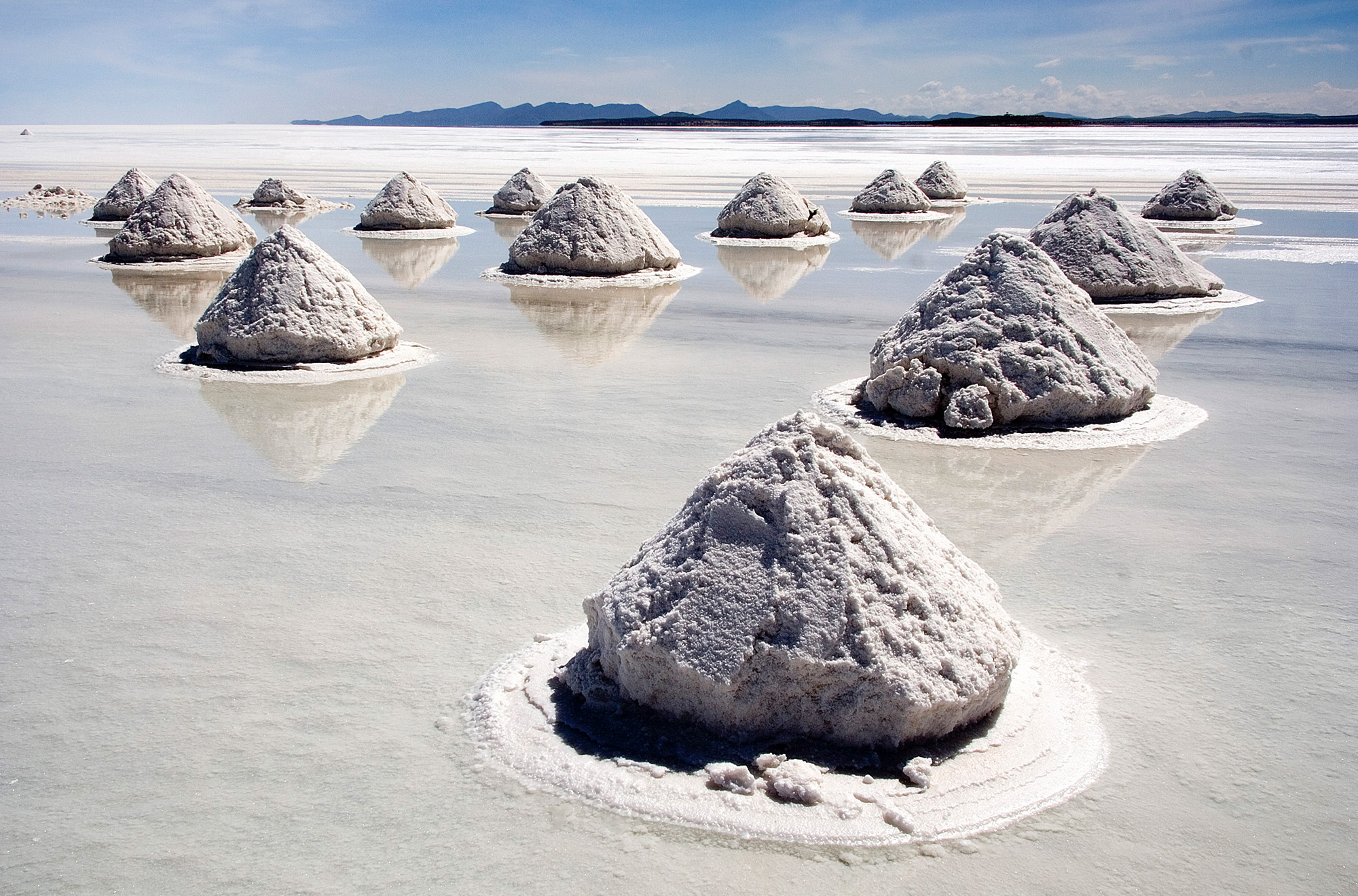
کویر نمک سالار دو ییونی در بولیوی یکی از بزرگ‌ترین ذخایر لیتیم شناخته شده در جهان است.

## بازار باتری‌های لیتیوم-یونی
طبق گزارش‌های منتشر شده، بازار جهانی باتری‌های لیتیوم-یونی در سال ۲۰۱۷ معادل ۲۹٫۸۶ میلیارد دلار بوده‌است و انتظار می‌رود این رقم تا سال ۲۰۲۶ به ۱۳۹٫۳۶ میلیارد دلار برسد. بازار پر رونق خودروهای برقی، پیشرفت سریع فناوری، و افزایش تقاضا از جانب دستگاه‌های هوشمند کوچک، از عوامل رشد چشمگیر این بازار است.

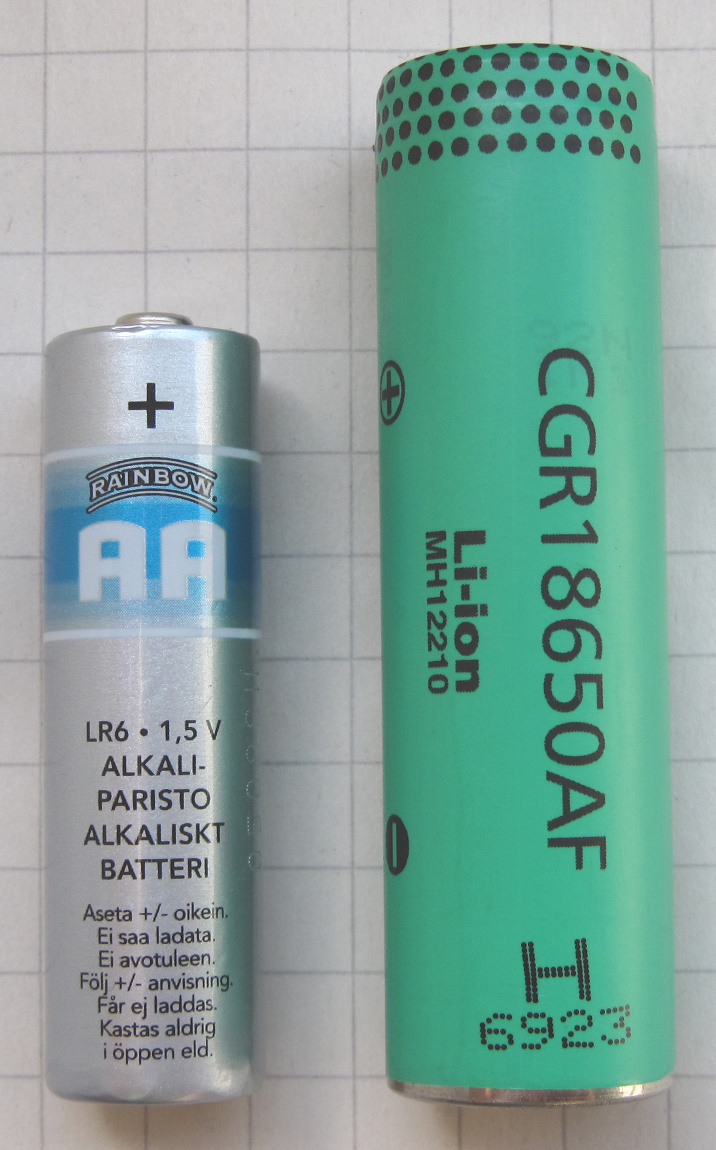
مقایسه یک باتری سایز ۱۸۶۵۰ با باتری سایز AA. از باتری ۱۸۶۵۰ برای مثال در لپ‌تاپ‌ها و خوروهای برقی استفاده می‌شود.

در سال ۲۰۱۲ تقریباً ۶۶۰ میلیون سلول استوانه ای لیتیوم-یونی در صنعت ساخته شده‌است؛ سایز 18650 پرکاربردترین سایز باتری مورد استفاده است. اگر شرکت تسلا موفق به رسیدن به هدف فروش ۴۰۰۰۰ خودروی برقی مدل اس خود در سال ۲۰۱۴ شود و اگر باتری ۸۵ کیلووات-ساعتی که تعداد ۷۱۰۴ عدد از این سلول‌ها در آن به کار برده می‌شود، محبوبیتی که در ایالات متحده آمریکا دارد در خارج آن نیز به‌دست بیاورد، تحقیقی در سال ۲۰۱۴ وجود دارد که نشان می‌دهد مدل اس به تنهایی ۴۰٪ از تولید جهانی باتری‌های لیتیوم-یونی در سال ۲۰۱۴ را بخود اختصاص خواهد داد.
در سال ۲۰۱۵ قیمت‌ها در حدود ۳۰۰ تا ۵۰۰ دلار به ازای هر کیلووات ساعت تخمین زده می‌شود.
در سال ۲۰۱۶ شرکت خودروسازی جنرال موتورز گزارش کرد که مبلغ ۱۴۵ دلار به ازای هر کیلووات ساعت برای خودروی برقی Chevy Bolt EV می‌پردازد.
اصلی‌ترین شرکت‌های دارای نقش در صنعت و بازار باتری‌های لیتیوم-یونی شرکت‌های: پاناسونیک، تسلا، سامسونگ اس‌دی‌آی، CATL و ال‌جی کِمیکال می‌باشند.

## طرز ساخت
باتری‌های یون لیتیومی از سه بخش درست شده‌اند. الکترود مثبت و منفی و الکترولیت. معمولاً جنس الکترود منفی از کربن و جنس الکترود مثبت از اکسید فلزی است. الکترولیت نمک لیتیم در یک حلال ترکیب آلی است.
به صورت تجاری جنس الکترود منفی (کاتد) از گرافیت است. جنس الکترود مثبت(آند) یکی از ماده‌های زیر است: یک لایه ای از اکسید (مثل لیتیم کبالت اکسید)، پلی آنیون مثل (لیتیم آهن فسفات) یا یک لعل مثل منگنز اکسید.
عموماً الکترولیت مخلوطی از ترکیبات آلی کربنی مثل اتیلن کربنات یا دی‌اتیل کربنات که شامل کمپلکس شیمیایی یون‌های لیتیم است، می‌باشد. این الکترولیت‌ها که معمولاً در آب حل نمی‌شوند و محلول آبی تشکیل نمی‌دهند عموماً از نمک‌های آنیون غیر هماهنگ مثل lithium hexafluorophosphate (LiPF6), lithium hexafluoroarsenate monohydrate (LiAsF6), lithium perchlorate (LiClO4), lithium tetrafluoroborate (LiBF4), and lithium triflate (LiCF3SO3) استفاده می‌کنند.
بسته به نوع مواد استفاده شده در باتری‌های لیتیمی، ولتاژ، چگالی انرژی، طول عمر و ایمنی به‌طور قابل توجهی می‌تواند تغییر کند. در حال حاضر تلاش‌ها برای بهبود عملکرد این باتری‌ها با استفاده از نانوفناوری ادامه دارد. حوضه‌هایی که روی این موضوع کار می‌کنند: مواد مورد استفاده در الکترودها در مقیاس نانو و دیگر ساختارهای جایگزین الکترود می‌باشد.
لیتیم خالص واکنش‌پذیری (شیمی) بسیار بالایی دارد. این ماده با آب شدیداً واکنش نشان می‌دهد و به شکل لیتیم هیدروکسید (LiOH) و گاز هیدروژن در می‌آید. به همین خاطر از موادی برای الکترولیت استفاده می‌کنند که در آب حل نمی‌شود و محفظه باتری برای اینکه رطوبت رو به خودش جذب نکند عایق کاری می‌شود.
باتری‌های لیتیمی نسبت به باتری‌های نیکل–کادمیم بسیار گرانتر هستند اما در رنج گرمای بیشتری کار می‌کنند و چگالی انرژی بیشتری دارند. این باتری‌ها نیاز به مدار محافظ دارند تا ولتاژ پیک رو کنترل کنند.
در صورتی باتری بیش از تخلیه شود یا بیش از حد شارژ شود باتری خراب می‌شود. به همین منظور از مدار محافظ الکترونیکی در باتری‌ها استفاده می‌شود. این مدار را شما حتی روی باتری‌های قدیمی گوشی‌های قدیمی نیز می‌توانید ببینید. دلیل استفاده از کلمه بسته باتری نیز همین می‌باشد.

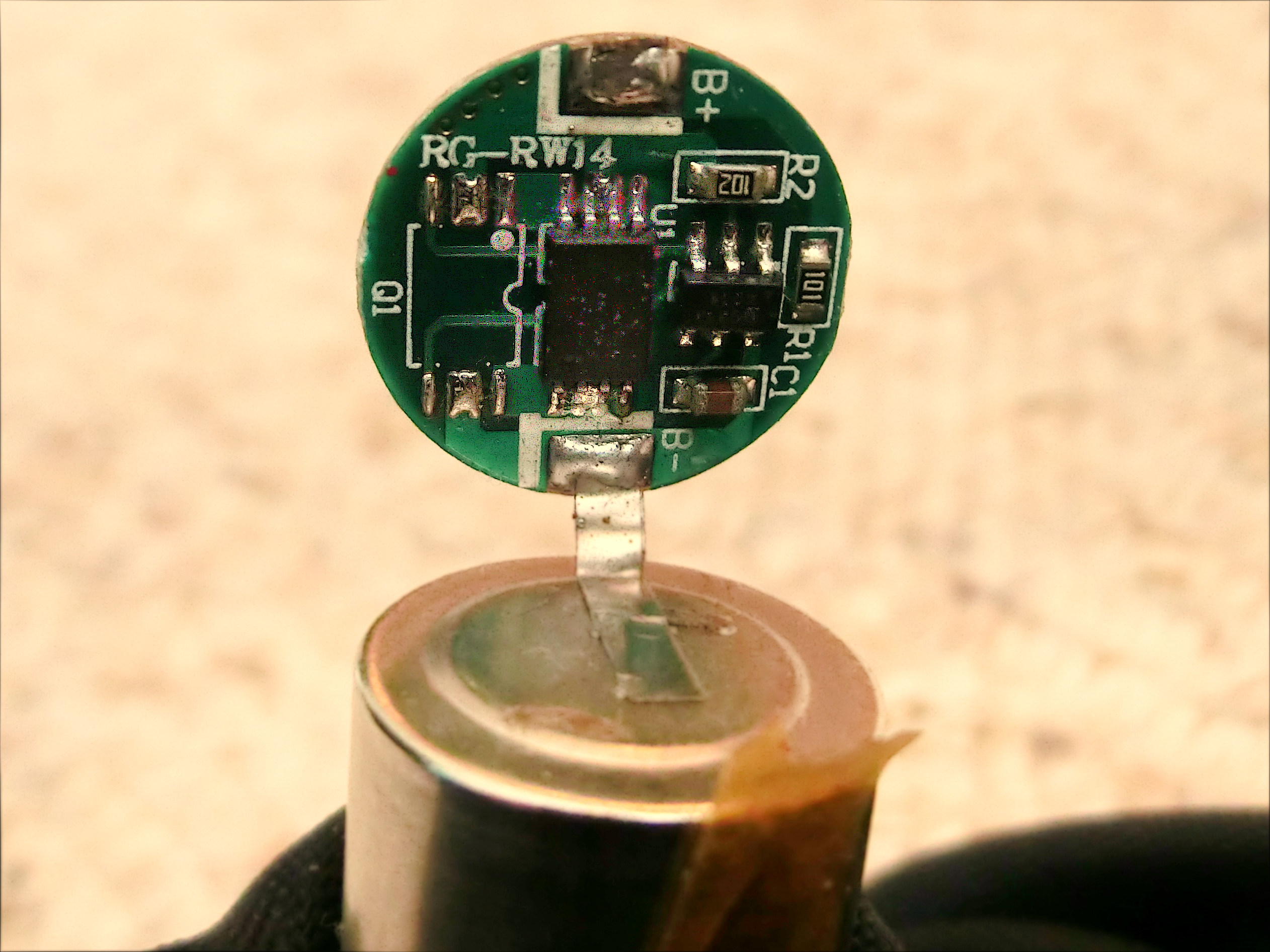
مدار الکترونیکی روی یک باتری لیتیمی به منظور جلوگیری از شارژ و دیشارژ بیش از حد

برای مثال باتری‌های لپ‌تاپ یا گوشی‌ها شامل: سنسور دما، مدار تنظیم کننده ولتاژ، نمایش دهنده میزان شارژ، و سایر اتصالات می‌باشد. این اجزا میزان وضعیت شارژ و جریان خروجی را نشان می‌دهند، میزان حداکثر شارژ دفعه قبلی رو ذخیره می‌کنند و دمای باتری را نشان می‌دهند. این طراحی خطر اتصال کوتاه را کاهش می‌دهد.

## خود تخلیه باتری
باتری‌ها رفته رفته و به مرور زمان خود به خود از میزان شارژ آنها کاسته می‌شود. برای باتری‌های لیتیومی امروزی معمولاً این میزان به ۱٫۵ تا ۲ درصد در ماه می‌رسد. با افزایش دما و وضعیت شارژ باتری این نرخ می‌تواند افزایش یابد. باتری‌های لیتیومی سال ۱۹۹۹ میزان خود تخلیه ای در حدود ۸٪ در دمای ۲۱ درجه و ۱۵٪ در دمای ۴۰ درجه و ۳۱٪ در دمای ۶۰ درجه سانتی گراد داشتند. 
برای باتری‌های باتری نیکل– هیدرید فلز این نرخ در سال تا قبل از سال ۲۰۱۷ به ۱۰٪ تا ۳۰٪ در ماه بود اما با تغییر جزئی در ساختار این باتری‌ها به ۰٫۰۸٪ تا ۰٫۳۳٪ در ماه می‌رسد که بسیار قابل توجه است.

## یک باتری لیتیومی یونی چگونه کار می‌کند؟
آند و کاتد چنین باتری‌هایی به ترتیب از کربن و اکسید لیتیم ساخته شده‌اند. الکترولیت از نمک‌های لیتیم ساخته شده‌است که در حلال‌های آلی محلول ساخته شده‌اند. مواد آند بیشتر گرافیت هستند و مواد کاتد می‌تواند هر کدام از این مواد باشد: اکسید کبالت لیتیم (LiCoO2)، فسفات لیتیم آهن (LiFePO4) یا اکسید منگنز لیتیم (LiMn2O4). الکترولیت‌هایی که معمولاً استفاده می‌شوند از نمک لیتیم مانند لیتیم هگزافلوروفسفات (LiPF6)، لیتیم تترافلوئوروبات (LiBF4)، لیتیم پرکلرات (LiClO4) و … هستند، که در حلال‌های آلی مانند اتیلن کربنات، کربنات دی متیل، دی اتیل و محلول کربنات حل شده‌اند. الکترولیت مورد استفاده در آن‌ها یک محلول غیر آبی است، زیرا در محلول آبی (H2O)، لیتیم (فلز قلیایی بسیار واکنش‌پذیر) با آب به فرم هیدروکسید لیتیم و گاز هیدروژن به شدت واکنش نشان می‌دهد، که این امر اصلاً مدنظر نیست.
در طول شارژ، یون لیتیم از کاتد به سوی آند حرکت کرده و در لایه آند ساکن می‌شود. جریان یون لیتیم از طریق الکترولیت است. وقتی این فرایند انجام می‌گیرد، باتری لیتیومی شارژ می‌شود و انرژی الکتریکی در آن ذخیره می‌گردد. در طی فرایند تخلیه، لیتیوم یون از طرف آند به طرف کاتد بر می‌گردد. وقتی که باتری لیتیومی پر می‌شود، حرکت جریان‌های الکترونی مخالف به طرف لیتیم یون‌ها، در مدار بیرونی انجام می‌گیرد. با توجه به حرکت این الکترون‌ها، جریان الکتریکی تولید می‌شود. در واقع، اختلاف پتانسیل و مقاومت که بین الکترودها ایجاد می‌شود، باعث می‌شود که جریان الکتریکی به حرکت در آید. وقتی که باتری لیتیومی از طریق یک منبع خارجی شارژ می‌شود، حرکت یونی اتفاق می‌افتد.
حال اجازه دهید نگاهی بیندازیم به واکنش‌های شیمیایی که در الکترودها اتفاق می‌افتد.
در آند:
{\displaystyle {\ce {LiC6 <=> C6 + Li+ + e}}}
در کاتد:
{\displaystyle {\ce {CoO2 + Li+ + e- <=> LiCoO2}}}
واکنش کلی (چپ به راست تخلیه و راست به چپ شارژ را نشان می‌دهد):
{\displaystyle {\ce {LiC6 + CoO2 <=> C6 + LiCoO2}}}
در صورتی که باتری بیش از حد تخلیه شود، معادله برگشت‌ناپذیر زیر رخ می‌دهد و لیتیم کبالت اکسید به لیتیم اکسید تبدیل می‌شود و دیگر نمی‌توان آن را کاری کرد:
{\displaystyle {\ce {Li+ + e^- + LiCoO2 -> Li2O + CoO}}}
در صورتی که باتری بیشتر از ۵٫۲ ولت به اصطلاح اورشارژ بشه:
{\displaystyle {\ce {LiCoO2 -> Li+ + CoO2 + e}}}